# Норт-Пюаллап (Вашингтон)
Норт-Пюаллап (англ. North Puyallup) — переписна місцевість (CDP) в США, в окрузі Пірс штату Вашингтон. Населення — 1837 осіб (2020).

## Географія
Норт-Пюаллап розташований за координатами 47°12′5″ пн. ш. 122°16′29″ зх. д. / 47.20139° пн. ш. 122.27472° зх. д. (47.201336, -122.274604).  За даними Бюро перепису населення США в 2010 році переписна місцевість мала площу 2,80 км², з яких 2,65 км² — суходіл та 0,15 км² — водойми.

## Демографія
Згідно з переписом 2010 року, у переписній місцевості мешкали 1743 особи в 866 домогосподарствах у складі 418 родин. Густота населення становила 622 особи/км².  Було 945 помешкань (337/км²).
Расовий склад населення:
| - 90,0 % — білих - 2,0 % — азіатів - 1,6 % — корінних американців - 0,9 % — чорних або афроамериканців - 0,2 % — вихідців з тихоокеанських островів - 2,1 % — осіб інших рас |

До двох чи більше рас належало 3,1 %. Частка іспаномовних становила 4,7 % від усіх жителів.
За віковим діапазоном населення розподілялося таким чином: 15,3 % — особи молодші 18 років, 60,4 % — особи у віці 18—64 років, 24,3 % — особи у віці 65 років та старші. Медіана віку мешканця становила 47,0 року. На 100 осіб жіночої статі у переписній місцевості припадало 95,4 чоловіків;  на 100 жінок у віці від 18 років та старших — 94,5 чоловіків також старших 18 років.
Середній дохід на одне домашнє господарство  становив 51 740 доларів США (медіана — 49 500), а середній дохід на одну сім'ю — 55 243 долари (медіана — 51 200). Медіана доходів становила 37 083 долари для чоловіків та 40 438 доларів для жінок. За межею бідності перебувало 8,7 % осіб, у тому числі 26,1 % дітей у віці до 18 років та 6,8 % осіб у віці 65 років та старших.
Цивільне працевлаштоване населення становило 814 особи. Основні галузі зайнятості: будівництво — 17,8 %, виробництво — 17,6 %, роздрібна торгівля — 13,6 %.